# Laguna Bucalemu
La laguna Bucalemu es un cuerpo de agua superficial ubicado en el litoral de la Región de O'Higgins que tiene como afluente y emisario al estero Paredones.
No debe ser confundido con la laguna Bucalemu (Yali) donde desemboca el estero Yali.

## Ubicación y descripción
Está ubicada al norte de la laguna Boyeruca, entre fértiles cerros labrados. Es de poca profundidad y tiene una longitud de 6 km con aguas saladas producto de su mezcla con aguas de mar al cruzar la marea las dunas que separan ambos cuerpos.

## Historia
El nombre es alteración de vuta, grande, y lemu (bosque grande).
Francisco Solano Asta-Buruaga y Cienfuegos escribió en 1899 en su obra póstuma Diccionario Geográfico de la República de Chile sobre la laguna:
Bucalemu (Laguna de).-—Yace en el departamento de Vichuquén á unos 14 kilómetros al N. del lago de este nombre. Desagua ó se comunica con el Pacifico, inmediato al cual se encuentra, á los 34º 39' Lat. y 72° 04' Lon., por una boca estrecha, que en la estación seca se cierra. De aquí se extiende hacia el E. por unos seis kilómetros con un ancho en el centro de uno y medio, disminuyendo á sus extremos del oriente y poniente. Por este último se abre su desagüe y por el oriental recibe un corto riachuelo, que pasa por la aldea de Paredones. Es de poca hondura y sus aguas son bastante saladas por la mezcla con las del mar, formándose de ellas varias salinas. Los cerros bajos ó lomas que rodean esta albuhera, se prestan á regulares cultivos, y contienen una ligera población, especialmente en el caserio que lleva su nombre.

## Población, economía y ecología
Cuando en verano baja el nivel por evaporación queda al descubierto una capa de sal.: 99  En la desembocadura del estero se emplaza el balneario de Bucalemu, que da un uso turístico a sus aguas.: 372 
El 2 de mayo de 2015 se publicó en el Diario Oficial de Chile la declaración como de área de restricción para nuevas extracciones de aguas subterráneas el sector hidrogeológico de aprovechamiento común laguna Bucalemu.